# Naypyidaw
Naypyidaw (pron. italiana appross.: Nepidò; comune ma non corretta: Naipidau), in birmano နေပြည်တော် (trascrizione IPA: [nèpjìdɔ̀]) letteralmente "Sede dei Re", è la capitale della Birmania. 
La sede del governo birmano vi fu spostata da Yangon il 6 novembre 2005. È situata a 320 km a nord di Yangon, nel Territorio dell'Unione di Naypyidaw, nella parte centrale del Paese. Secondo il censimento del 2014, i residenti erano 1 160 242 distribuiti sul territorio metropolitano di 7 054,37 km², per una densità di 164,47 ab./km².

## Amministrazione
Il Territorio dell'Unione di Naypyidaw è la suddivisione amministrativa birmana di primo livello che governa sulla città e le zone limitrofe. Come previsto dalla Costituzione birmana del 2008, a capo dell'amministrazione vi è il presidente della Repubblica e le funzioni del governo locale sono svolte dai membri del Consiglio di Naypyidaw, che a sua volta ha un proprio presidente. Sia i membri che il presidente di tale consiglio sono civili e militari nominati dallo stesso presidente della Repubblica.
Il territorio si suddivide nelle 8 township di Pyinmana, Lewe, Tatkon, Ottarathiri, Dekkhinathiri, Pobbathiri, Zabuthiri e Zeyathiri. Il centro cittadino vero e proprio si trova nella zona della vecchia cittadina di Pyinmana, ed è stato suddiviso nei 4 ward di Zeyatheiddhi, Pyinnyatheddhi, Bawgatheiddhi e Mingalatheiddhi.

## Storia
I centri abitati delle township di Pyinmana, Lewe e Tatkon erano già esistenti e sono stati sviluppati. Le altre township sono state create dopo la decisione di spostare la capitale da Yangon alla nuova città di Naypyidaw, ed in ognuna di esse è stato costruito un nuovo centro abitato con la funzione di polo urbanistico nell'ottica di creare una metropoli composta dall'unione degli 8 centri abitati. I lavori iniziarono nel 2002. I palazzi del governo, dei ministeri e delle altre istituzioni statali sono stati i primi ad essere costruiti nel nuovo centro cittadino, su un'area situata a 3 km dal vecchio centro abitato di Pyinmana.
Pochi giorni dopo l'annuncio ufficiale dell'istituzione della nuova capitale, l'11 novembre 2005, alle 11 di mattina, 11 squadre di militari trasportati da 1 100 camion accompagnarono 11 ministri o capi del governo da Yangon verso la nuova capitale. La frequenza del numero undici, considerata di buon auspicio, fu scelta dopo l'osservazione degli astri da parte dell'astrologo personale di Than Shwe, che era allora a capo del Consiglio di Stato per la Pace e lo Sviluppo, l'organismo supremo della dittatura militare, e delle forze armate. Fu lo stesso Than Shwe a fissare la data del febbraio 2006 per il termine della grande mole di lavori necessari a rendere Naypyidaw adeguata al ruolo di capitale.
I lavori furono appaltati dal Consiglio di Stato per la Pace e lo Sviluppo a 25 ditte costruttrici. Sembrava un obiettivo impossibile, ma già il 27 marzo 2006 12 000 soldati marciarono per le vie di Naypyidaw per la ricorrenza della ribellione contro l'Impero giapponese. In tale occasione, la nuova città prese ufficialmente il nome Naypyidaw, mentre dal 6 novembre 2005 era chiamata con il nome della vicina Pyinmana. La creazione del Territorio dell'Unione e la suddivisione nelle 8 township, previste nella Costituzione del 2008, sono state ufficializzate con un decreto del 20 agosto 2010.

## Motivi dello spostamento della capitale
Non si hanno notizie dei motivi ufficiali che hanno spinto la giunta militare a spostare la capitale. Fra le varie ipotesi che sono state fatte vi sono:
- Il tentativo di decongestionare l'agglomerato di Yangon, la cui popolazione conta 5 000 000 abitanti.
- L'urbanistica della nuova capitale è concepita in modo tale da rendere difficoltosi eventuali tentativi di sommosse cittadine.[7]
- La migliore posizione rispetto a Yangon per proteggersi da un'eventuale invasione dal mare, data la strategica distanza di Naypyidaw dalla costa. Si pensa che la giunta tema un attacco da parte dei mezzi anfibi degli Stati Uniti d'America.[6] Nel caso di attacco nemico, Yangon rimarrebbe tagliata fuori dal resto del Paese, mentre la posizione centrale di Naypyidaw garantisce i collegamenti con tutte le regioni birmane e un eventuale ripiego nelle aree montane coperte dalla giungla verso i confini con India e Cina, dove organizzare un'eventuale guerriglia.[8]
- La posizione più centrale nel paese e favorevole di Naypyidaw.
- Ottimo luogo come nodo ferroviario.
- Il ritorno all'antica tradizione dei re birmani, che spostavano le capitali in base a quanto predicevano gli indovini.[6]

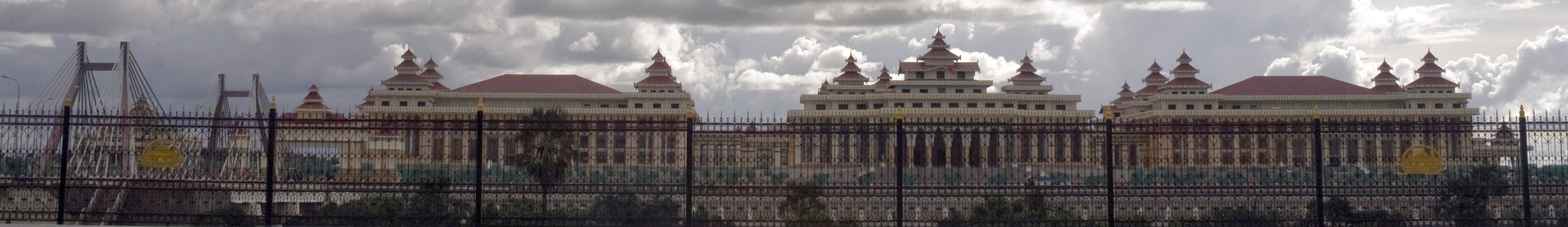
Edifici del nuovo Parlamento birmano a Naypyidaw

## Urbanistica

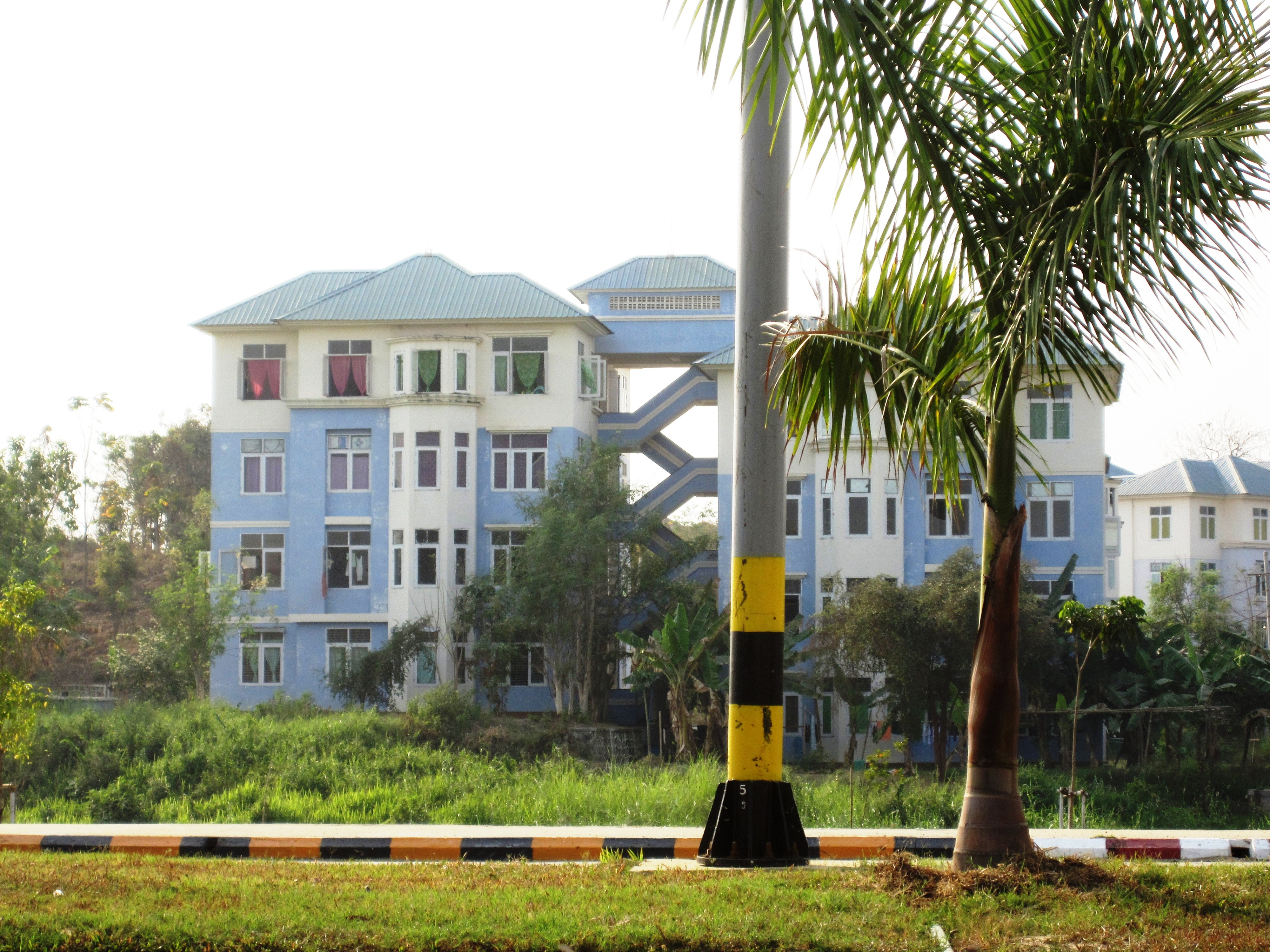
Appartamenti in costruzione a Naypyidaw

Naypyidaw è stata suddivisa in zone a diverse destinazioni di utilizzo:

### Zone a uso abitativo
Gli appartamenti a uso abitativo sono stati distribuiti a seconda del rango e dello stato civile degli utilizzatori. La maggior parte si trova in case a quattro piani. Il colore dei tetti varia a seconda dell'occupazione di chi vi abita, le case di chi lavora per il Ministero della Sanità hanno il tetto blu, quelle di chi lavora al Ministero dell'Agricoltura ce l'hanno verde. I funzionari statali di alto rango vivono nelle mansion, mentre buona parte della popolazione vive in baraccopoli.

### Zone militari
Gli ufficiali di alto grado dell'Esercito vivono in un complesso residenziale situato a circa 11 km dalla zona dove abitano i funzionari governativi. L'accesso alla zona è vietato ai civili e si pensa che sia dotata di una rete di cunicoli e bunker. In città si trova anche una base militare a cui si può accedere se muniti di permessi. Nella zona militare le strade hanno 8 corsie per permettere l'atterraggio di piccoli aerei.

### Zona dei ministeri
Tutti gli edifici della zona dei ministeri sono tra loro simili. Il complesso destinato alle strutture del Parlamento è composto da 31 edifici e da un grande palazzo con 100 stanze. In questa zona si trova anche il municipio cittadino, costruito in stile sovietico ma con il tetto in tipico stile birmano.

### Zona alberghiera
La zona per i visitatori si compone di alcuni lussuosi hotel e si trova alla periferia del centro cittadino. Qualche altro è situato lungo la statale Yangon-Mandalay. 348 alberghi e 442 altri alloggi turistici sono stati costruiti per ospitare atleti, staff e visitatori per i Giochi del Sud-est asiatico del 2013 che si sono tenuti a Naypyidaw.

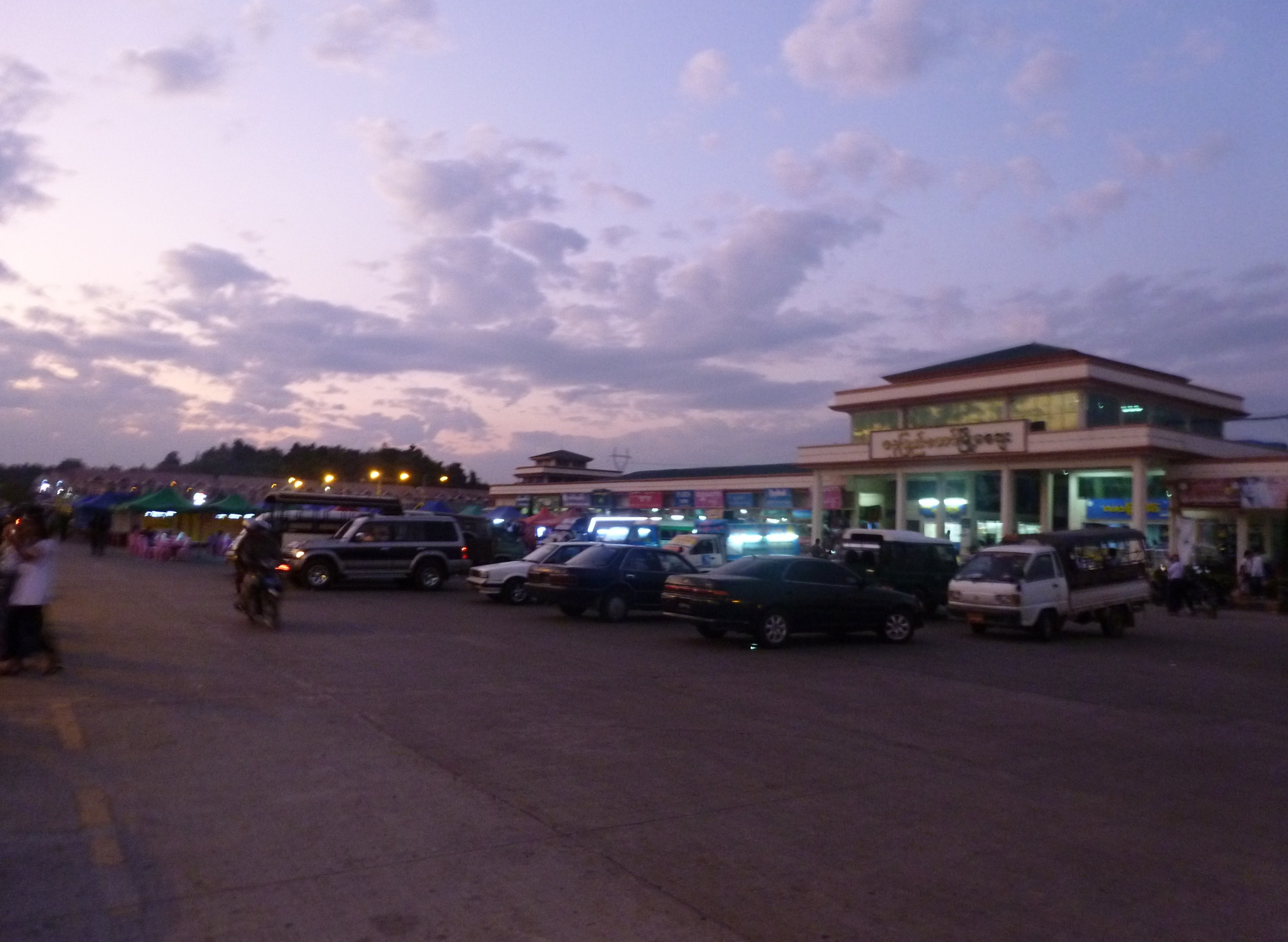
Il mercato di Myoma

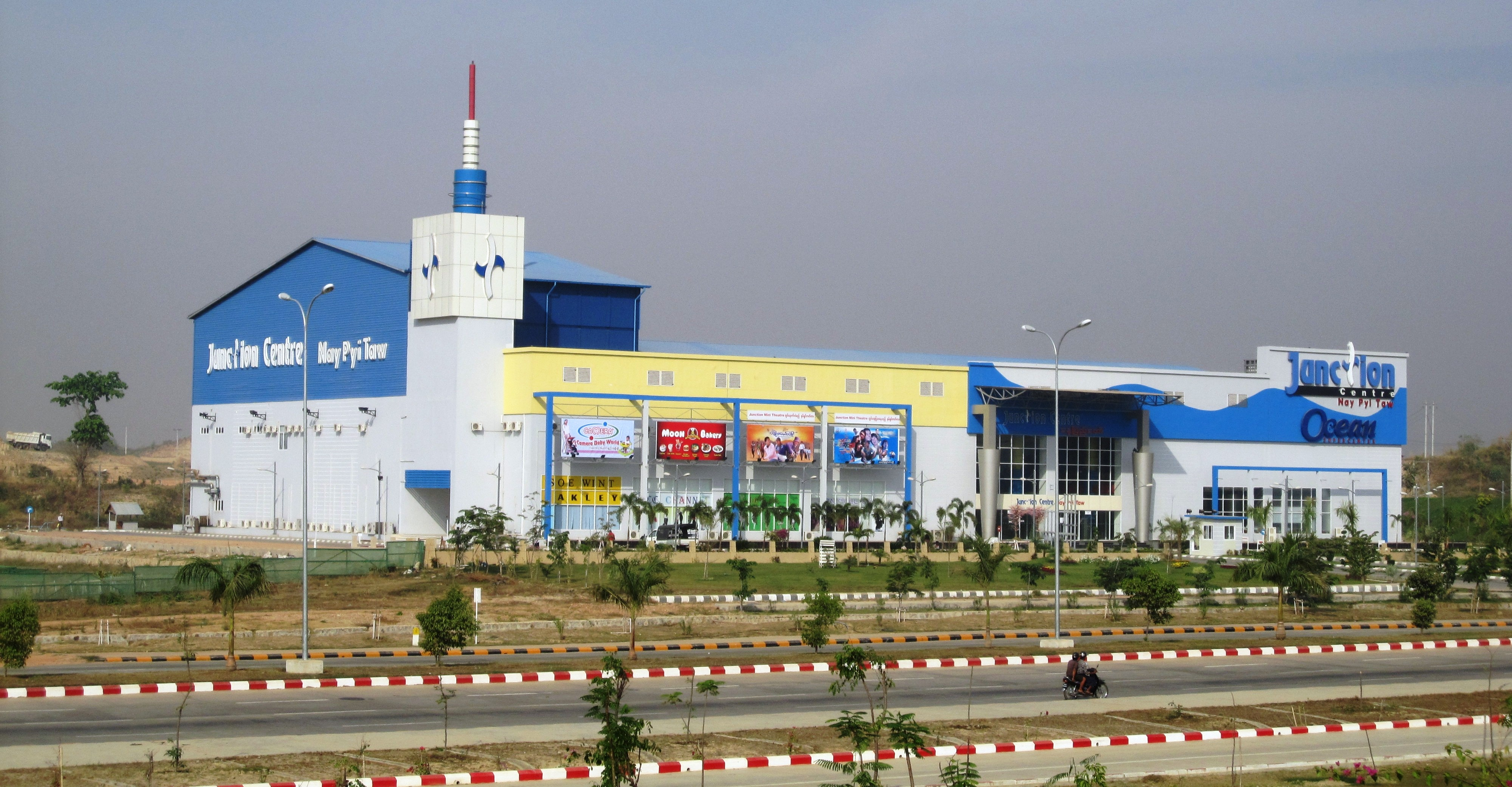
Il centro commerciale Junction Centre

### Zona commerciale
Il mercato di Myoma è il cuore commerciale della capitale. Altre zone destinate allo shopping sono il mercato di Thapye Chaung e il centro commerciale Junction Centre Naypyidaw, completato nel 2009, nonché il primo nel suo genere in città. Vi sono altri mercati minori e una zona con molti ristoranti.

### Zone turistiche e di svago
I giardini del lago Ngalaik formano un piccolo parco presso la diga di Ngalaik, a circa 11 km dal centro cittadino. Inaugurati nel 2008, comprendono una spiaggia e strutture ricettive. Sono aperti al pubblico in occasione delle festività del Thingyan, il festival dell'acqua e del nuovo anno birmano, paragonabile al Songkran thailandese.

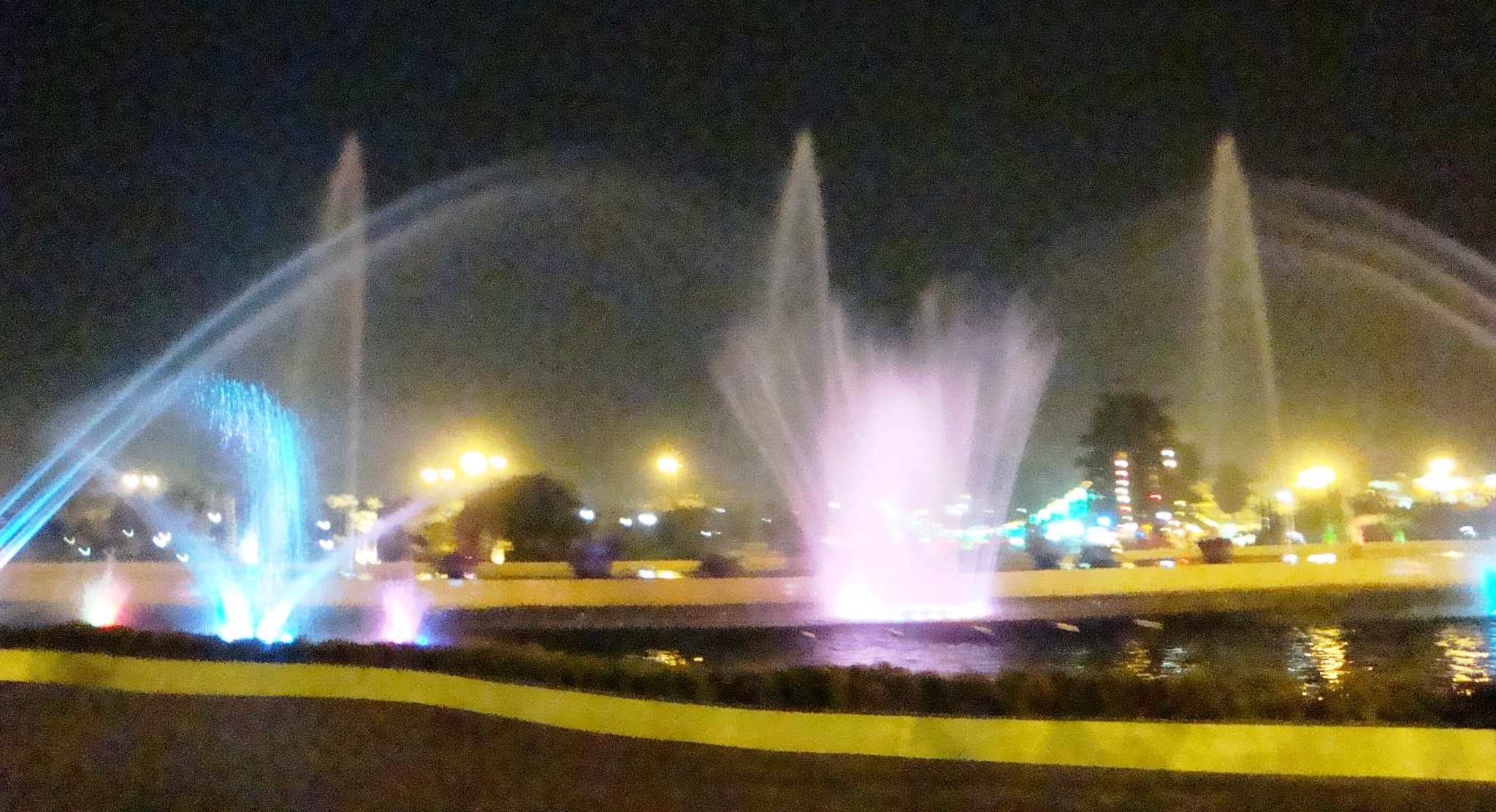
Il parco-giochi dietro al municipio

Sempre nel 2008, è stato inaugurato in città su un'area di 200 acri l'Orto Botanico Nazionale, dove si possono ammirare migliaia di piante originarie di tutte le regioni del paese. Dietro al municipio si trova un parco-giochi dove ogni sera si tiene uno spettacolo.
Lo zoo cittadino, il più grande del paese, ha aperto nel 2008, al suo interno vi sono diverse centinaia di animali e una casa per i pinguini con la temperatura controllata. Il Naypyidaw Safari Park è stato inaugurato il 12 febbraio 2011.
Nei dintorni della capitale vi sono due campi da golf (quello della città di Nay Pyi Taw e quello di Yaypyar) e un museo delle gemme.

### La pagoda Uppatasanti
Simile come dimensioni e forme alla Pagoda Shwedagon di Yangon, la pagoda Uppatasanti (letteralmente: pagoda della pace) fu completata nel 2009. Il suo nome viene anche tradotto "protezione contro le calamità", che è anche il titolo di un sutra composto da un monaco nel XVI secolo e recitato nei periodi di crisi, in particolare durante le invasioni del paese.

### Zona internazionale
A ognuna delle ambasciate straniere e delle missioni delle Nazioni Unite sono riservati due ettari di terreno in prossimità del centro cittadino.

## Infrastrutture e trasporti

### Metropolitana
La costruzione di una metropolitana sotterranea con una rete di 50 km era stata annunciata nell'agosto del 2011, ma il progetto è stato abbandonato per il limitato numero di abitanti che la utilizzerebbe e per l'alto costo.

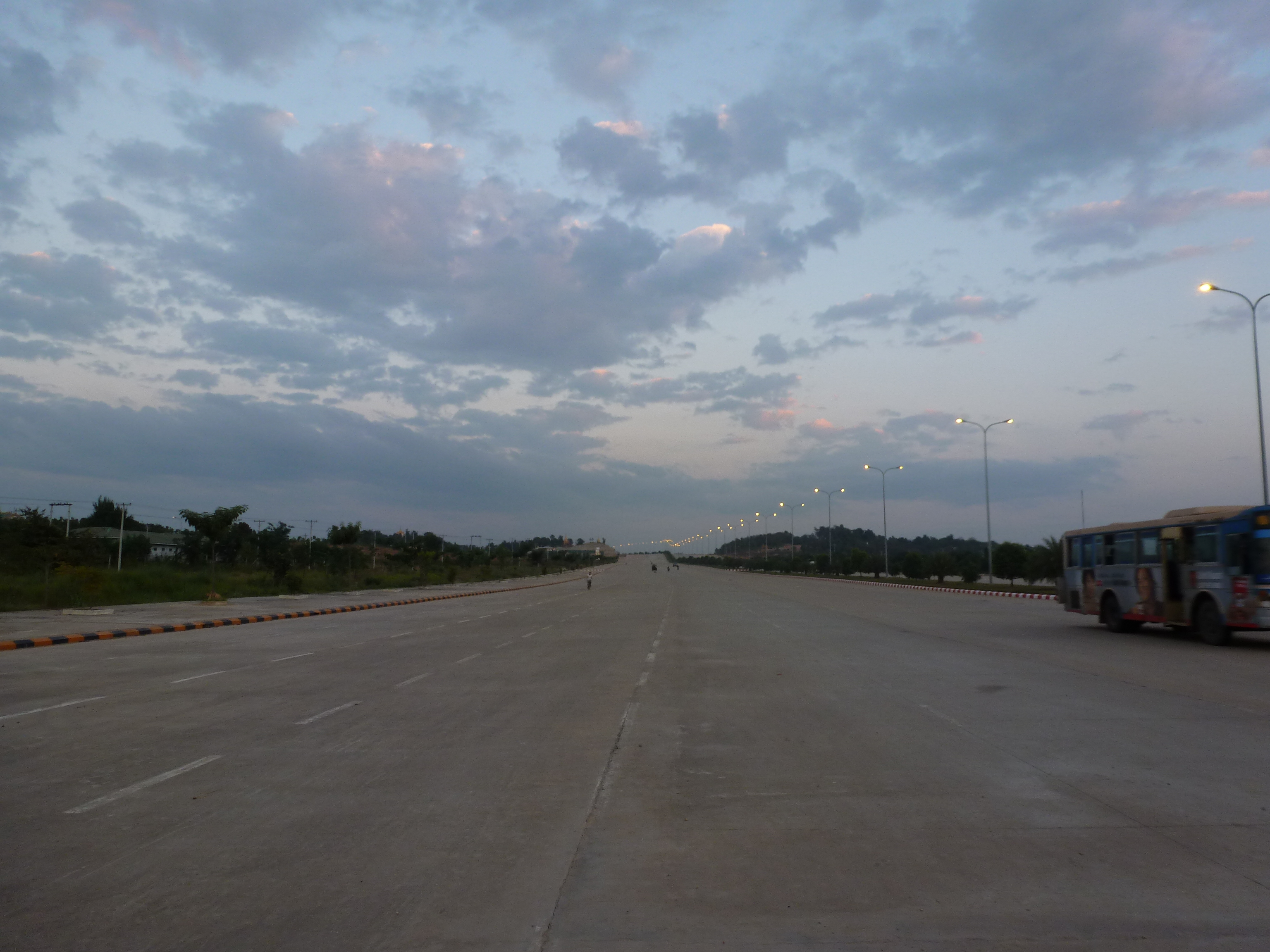
Uno degli ampi viali cittadini

### Strade
I trasporti pubblici su ruote sono limitati alle zone limitrofe della capitale. Di grande rilievo, alla luce delle disagevoli condizioni del sistema stradale nazionale, l'autostrada (in parte a 8 corsie, ma per la maggior parte a 4 corsie) costruita per collegare Naypyidaw a Yangon, lunga 320 km. Esiste un progetto per prolungarla fino a Mandalay. In città è stato costruito anche un viale a 20 corsie.
Molte delle strade cittadine di Naypyidaw sono a 4 corsie, anche se il traffico per il momento è abbastanza scarso. Autobus navetta portano i funzionari nei loro tragitti tra le abitazioni e i luoghi di lavoro. Ci sono una stazione degli autobus e una compagnia di taxi gestita dai militari.
L'alto numero di vittime registrato per gli incidenti nel 2009 ha portato il governo locale a proibire la circolazione di ciclomotori in alcune zone della città.

### Ferrovie
La stazione ferroviaria di Naypyidaw è stata inaugurata il 5 luglio 2009. In precedenza venivano usate le vicine stazioni di Pyinmana, sulla linea Yangon-Mandalay, e di Lewe, su una linea secondaria. I treni partono da Yangon alle 12 e giungono a Naypyidaw alle 21.30.

### Aerei

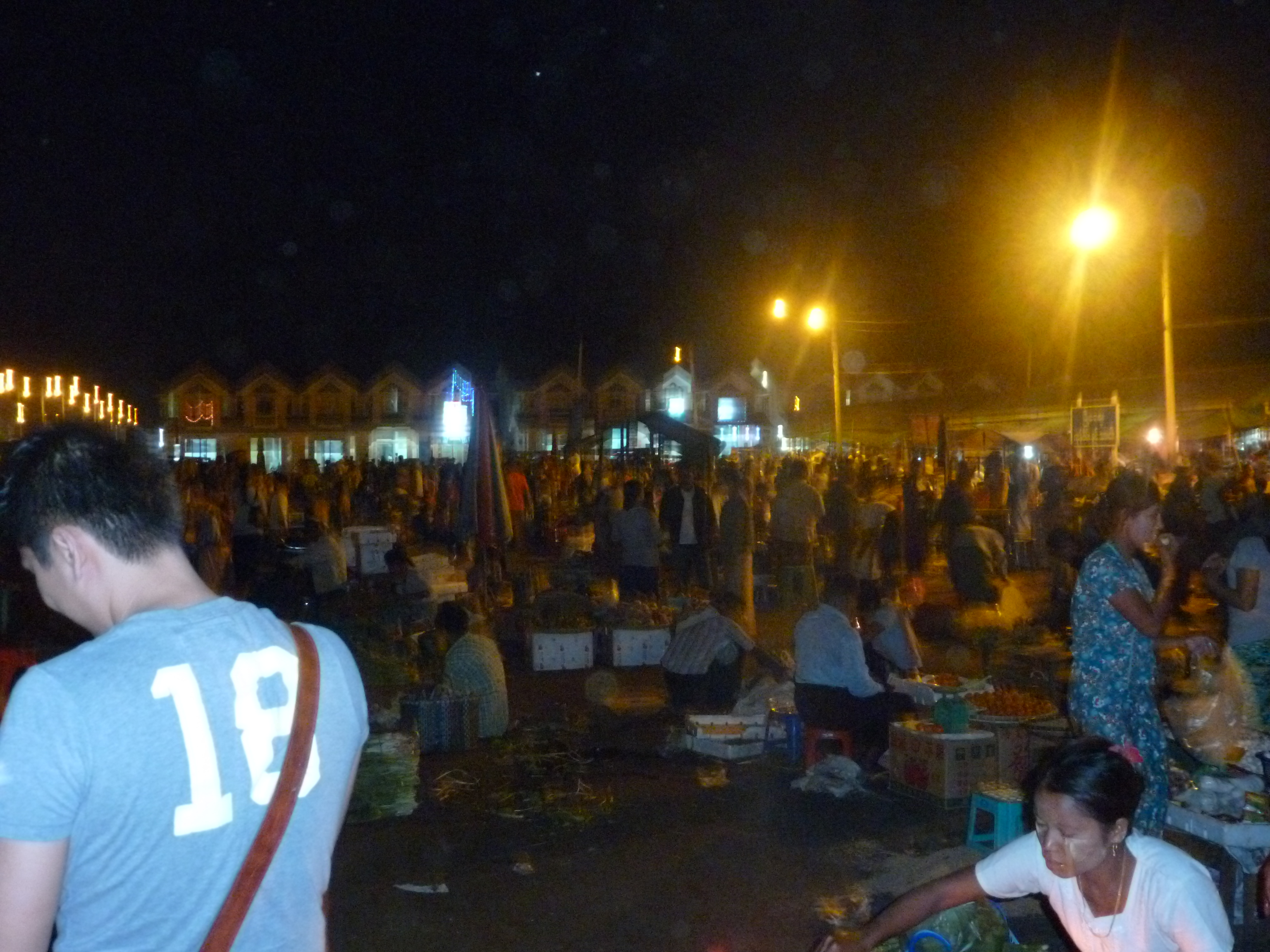
Il mercato notturno di Myoma

L'Aeroporto Internazionale di Naypyidaw si trova 16 km a sud-est dal centro cittadino e viene utilizzato dalle compagnie nazionali Air Bagan e Myanmar National Airlines con voli regolari per Yangon e altre città birmane. Voli charter vengono organizzati da All Nippon Airways, China Southern Airlines e Hong Kong Airlines. Al termine delle varie fasi di costruzione, l'infrastruttura dovrebbe consentire il transito annuo di 3,5 milioni di passeggeri.

## Popolazione
La popolazione di Naypyidaw ammontava nel censimento del 2014 a 1 160 242 abitanti, contro i 40 000 che aveva Pyinmana. L'impetuoso sviluppo della città rende difficoltoso stimare il numero odierno; è stata inserita nell'ottobre del 2011 tra le 10 città al mondo dalla crescita più veloce.
L'etnia maggioritaria è quella dei birmani, con minoranze cinesi e indiane. La maggior parte degli abitanti pratica il buddhismo theravada e vi sono alcune comunità cristiane.